# Radnovac
Radnovac falu Horvátországban, Pozsega-Szlavónia megyében. Közigazgatásilag Jakšićhoz tartozik.

## Fekvése
Pozsegától légvonalban 7, közúton 10 km-re északkeletre, községközpontjától 1 km-re keletre, Szlavónia középső részén, a Pozsegai-medencében, A Pozsegáról Nekcsére vezető út mentén, Rajsavac és Jakšić között fekszik. A település alsó és felső részre oszlik, az alsó rész nyugati fele mára teljesen összeépült a községközponttal. 

## Története
A mai település helyén Jakšić keleti határrészén a 19. században épültek fel az első házak, egy uradalmi ház a hozzá tartozó gazdasági épületekkel. A régi öregek visszaemlékezése szerint az akkori tulajdonost Miletićnek hívták és a kis telepen mezőgazdasági művelés folyt. Köréje épült aztán néhány lakóház ahol a telepen dolgozók laktak. A kis település a „Pusta” nevet viselte. Nagy változások mentek végbe itt az első világháború után, amikor 1919-ben a horvát Zagorje területén fekvő Vinicából a Kovačić, a Kolar, a Bregović és a Fak családok több, mint 50 hektár földet vásároltak itt. A uradalmi épületet a Vukušić és Jerković családok vásárolták meg középen megosztva azt egymás között. 1921-ben újabb családok érkeztek, ezúttal a horvát Hegyvidék területéről felépítve saját gazdasági épületeiket. A település ekkor még mindig „Pusta” néven Jakšićhoz tartozott. Nevét 1927-ben Rudolf Kuretić kezdeményezésére változtatták meg. A javasolt névváltozatok között a Zelendvor és a  Hrvatovac is szerepelt, végül a Radnovac név mellett döntöttek. A név a „rad” (munka) és „novac” (pénz) szavak összetételéből keletkezett és 1931-től lett a település hivatalos neve. 
Lakosságát is 1931-ben számlálták meg először, akkor 102-en lakták. 1991-ben lakosságának 88%-a horvát, 8%-a szlovák nemzetiségű volt. A településnek 2011-ben 203 lakosa volt, akik mezőgazdasággal, kézművességgel foglalkoztak. Közösségi háza az 1970-es években épült, ahol kulturális és sportrendezvényeket tartanak. A település ezer szállal kötődik a községközponthoz Jakšićhoz, ahol az iskola, a posta, a boltok és a templom is található. Az infrastruktúra fejlett. Járda,csatorna, telefon és gázvezeték is van a faluban.

## Lakossága
| Lakosság változása | Lakosság változása | Lakosság változása | Lakosság változása | Lakosság változása | Lakosság változása | Lakosság változása | Lakosság változása | Lakosság változása | Lakosság változása | Lakosság változása | Lakosság változása | Lakosság változása | Lakosság változása | Lakosság változása | Lakosság változása |
| ------------------ | ------------------ | ------------------ | ------------------ | ------------------ | ------------------ | ------------------ | ------------------ | ------------------ | ------------------ | ------------------ | ------------------ | ------------------ | ------------------ | ------------------ | ------------------ |
| 1857               | 1869               | 1880               | 1890               | 1900               | 1910               | 1921               | 1931               | 1948               | 1953               | 1961               | 1971               | 1981               | 1991               | 2001               | 2011               |
| 0                  | 0                  | 0                  | 0                  | 0                  | 0                  | 0                  | 102                | 109                | 100                | 134                | 501                | 166                | 198                | 220                | 203                |

## Nevezetességei
2008-ig a falu közepén álló kereszt mellett egy öreg hársfa állt, melyet még 1942-ben ültettek és a helyi fiatalok kedvelt találkozóhelye volt. Ekkor a fát kivágták arra hivatkozva, hogy a forgalmat akadályozza. Ez alkalommal a régi keresztet is egy szebbre és nagyobbra cserélték. A régi keresztnek is hosszú története volt. Az aktuális kommunista hatalom több alkalommal eltávolította, árokba, kútba hajították, de a helyiek mindig megtalálták és visszaállították. 

## Fordítás
Ez a szócikk részben vagy egészben  a   Radnovac című horvát Wikipédia-szócikk ezen változatának fordításán alapul.  Az eredeti cikk szerkesztőit annak laptörténete sorolja fel. Ez a jelzés csupán a megfogalmazás eredetét és a szerzői jogokat jelzi, nem szolgál a cikkben szereplő információk forrásmegjelöléseként.